# Darwin Harbour
Darwin Harbour ist eine Ria-artige Bucht bei Darwin, der Hauptstadt des australischen Northern Territory.
Im Westen mündet er an der gedachten Linie von Charles Point im Westen nach Lee Point im Osten in den Beagle Gulf. Er ist über diesen und die Clarence Strait mit dem Van-Diemen-Golf verbunden.
Die Bucht wurde nach dem Naturforscher Charles Darwin benannt, der mit Robert Fitzroy auf dem Schiff Beagle Teile von Australien umsegelte. Allerdings segelten Darwin und Fitzroy 1836 vom King George Sound (Western Australia) direkt zu den Kokosinseln an der Südküste von Java und von dort über Kapstadt zurück nach England. Sie blieben von Port Darwin also etwa 3000 Seemeilen entfernt und konnten nichts von dessen Existenz wissen.